# Qamischli
Qamischli, auch Kamischli, Qamischlo (kurdisch قامشلۆ Qamişlo, arabisch القامشلي al-Qāmischlī, DMG al-Qāmišlī, syrisch ,ܩܡܫܠܐ armenisch Կամիշլի), ist eine multiethnische Großstadt im Gouvernement al-Hasaka im Nordosten Syriens an der Grenze zur Türkei.
Als Folge des syrischen Bürgerkriegs liegt Qamischli in einem von Kurden beherrschten Gebiet mit dem kurdischen Namen Rojava, in dem sich de facto eigenständige politische Strukturen entwickelt haben. Qamischli wurde zum Hauptort von Cizîrê, einem der drei Kantone Rojavas, erklärt.

## Lage und Verkehr
Qamischli liegt am Fluss Dschaghdschagh, der in der Türkei entspringt und bei al-Hasaka etwa 80 Kilometer südlich in den Chabur mündet. Die Grenze zum Irak liegt in derselben Entfernung im Osten. Die Region gehört zum landwirtschaftlich intensiv genutzten, syrischen Teil der Dschazīra. Im Regenfeldbau werden in der Umgebung großflächig Weizen und Baumwolle angepflanzt, auf einem Teil der Felder geschieht dies auch in den trockenen Sommermonaten mit künstlicher Bewässerung durch Dieselpumpen aus dem Grundwasser.
Zwei Kilometer südwestlich des Stadtzentrums liegt der nationale Flughafen Qamischli mit Verbindungen nach Damaskus.

## Wortherkunft
Die ersten Siedler nannten den Ort in syrischer Sprache Bet Zalin („Haus aus Schilfrohr“), vielleicht nach der Vegetation an den Ufern des Dschaghdschagh. Der arabische Name Qamischli ist mutmaßlich aus dem türkischen Wort kamış mit dem Suffix -li gebildet und bedeutet „mit Schilf bewachsen“.

## Bevölkerung

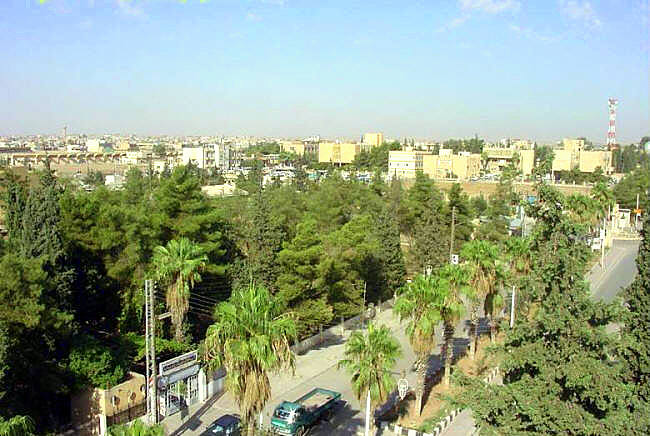
Die Schukri-al-Quwatli-Straße in Qamischli (2012)

Qamischli war mit knapp 190.000 Einwohnern zum Zensus 2004 etwa so groß wie die Distrikthauptstadt Al-Hasakah. Die Bevölkerung setzt sich aus Kurden, Arabern, Armeniern und einer relativ hohen Zahl von Assyrern/Aramäern zusammen.
Im Jahr 1920 bestand an der Stelle von Qamischli eine französische Garnison. Anfang der 1920er Jahre siedelten sich die ersten Aramäer/Assyrer aus Anatolien an, die dem Völkermord an ihrer Bevölkerungsgruppe während des Osmanischen Reichs entkommen waren. In den folgenden Jahren übersiedelten etwa zwei Drittel der Einwohner von Nusaybin, der heute auf türkischer Seite liegenden Nachbarstadt, nach Qamischli. Der Ort wurde (1926) 1928 zu einer Station an der Eisenbahnstrecke von Mosul nach Aleppo, einem Abschnitt der Bagdadbahn. Im Jahr 1929 kamen rund 4000 armenische Flüchtlinge aus der Türkei, die zunächst in Lagern rund um Qamishli, al-Hasaka und Aleppo untergebracht wurden. Die meisten armenischen Ankömmlinge waren Landarbeiter. 1932 gab es 8000 Einwohner.
Weitere armenische und kurdische Flüchtlinge trafen in den folgenden Jahrzehnten ein. 1970 hatte die Stadt nach Eugen Wirth etwa 35.000 Einwohner. Dem World Gazetteer zufolge ergab die Volkszählung von 1960 eine Einwohnerzahl von 34.198 und 1970 von 47.714. Bis 1981 hatte sich diese Zahl auf 92.990 mehr als verdoppelt.
Die kurdisch sprechenden Juden von Qamischli bildeten nach den jüdischen Einwohnern von Damaskus und Aleppo eine der drei größeren jüdischen Zentren in Syrien. Die meisten Juden verließen zwischen 1947 und 1970 das Land. Die letzte organisierte Ausreisewelle fand von 1992 bis 1994 statt. Danach verblieben nur noch rund 300 Juden in Syrien. Die Jerusalem Post berichtet, dass im Jahr 2006 noch drei Juden in der Stadt lebten.

## Stadtbild

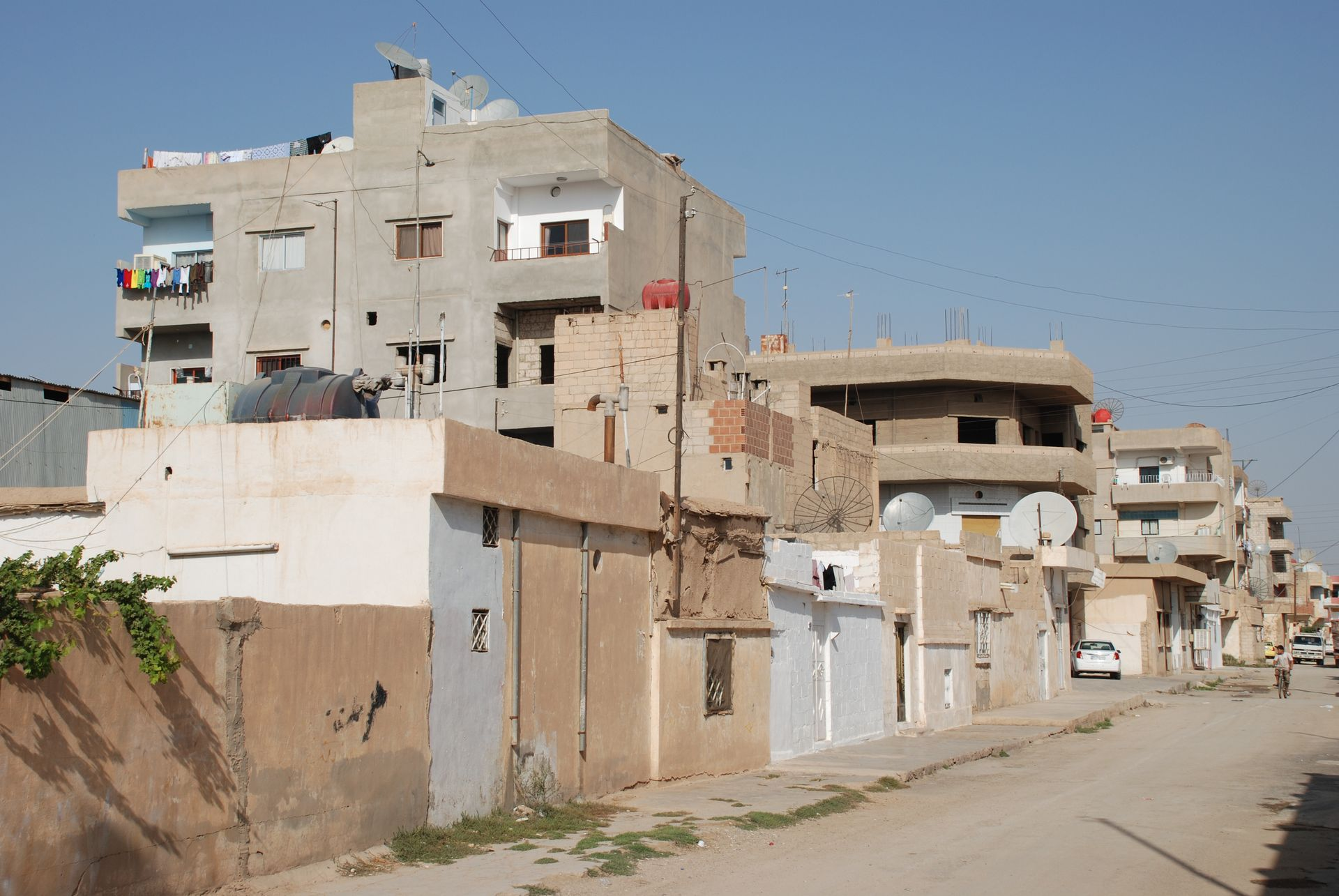
Die älteren Häuser mit Innenhofgärten (vorne links) werden durch höhere städtische Wohneinheiten überbaut. Östlich des Dschaghdschagh.

Nach dem Ende des Ersten Weltkriegs wurde Anfang der 1920er-Jahre das französische Mandatsgebiet des heutigen Syrien vom Osmanischen Reich abgeteilt. Die Grenze zur heutigen Türkei verläuft in diesem Bereich entlang der Bahnlinie. Damit wurden Qamischli und Nusaybin getrennt. Die Entfernung vom Stadtzentrum bis zum offiziellen Grenzübergang beträgt etwa einen Kilometer, auf der anderen Seite liegt unmittelbar die türkische Stadt.
Qamischli hat sich seit den 1980er-Jahren durch seine zunehmende Bedeutung als Grenzübergangsort stark verändert. In noch stärkerem Maß wurde der wirtschaftliche Aufschwung durch die sich seit den 1970er-Jahren intensivierende Ausbeutung der Ölfelder von Qarah Shuk und Rumaylan an der irakischen Grenze im äußersten Nordosten des Landes befördert. Entlang und in der Umgebung der Hauptstraße ar-Ra’is Hafiz al-Assad sind seither mehrere Hotels gebaut worden, weitere Hotels waren 2009 vor der Fertigstellung. Das geschäftige moderne Stadtzentrum wird im Osten durch den Fluss begrenzt, auf dessen östlicher Seite das Viertel einer informellen Siedlung einen Kontrast bildet. Nach allen Richtungen, abgesehen von Norden, wächst die Stadt schnell durch zwei- bis viergeschossige Reihenhäuser oder freistehende größere Wohneinheiten, mit denen teilweise ältere dörfliche Strukturen überbaut werden.

## Politik

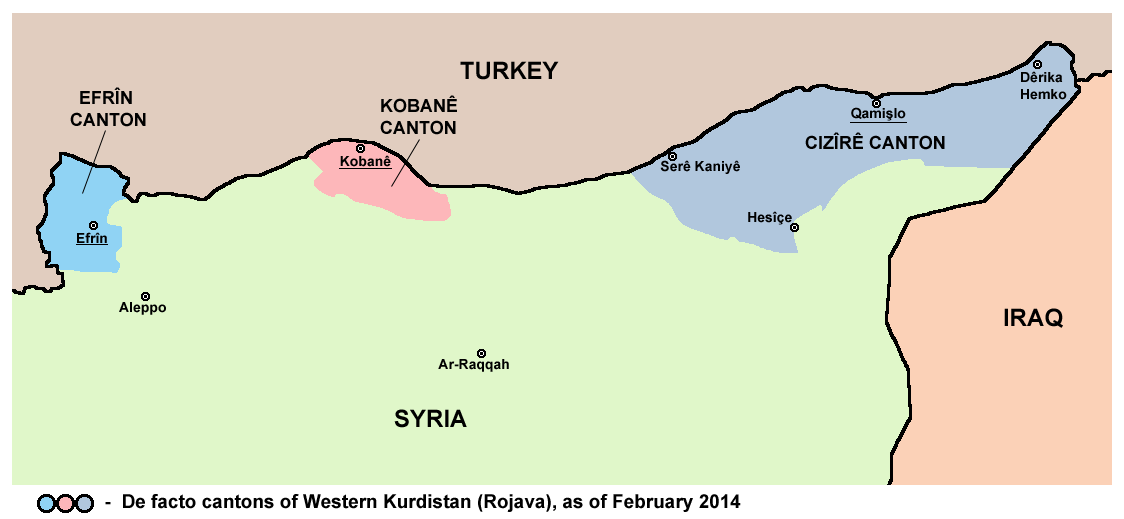
Qamischli (Qamişlo) als Hauptort des Kantons Cizîrê.

Qamischli war im März 2004 nach einem Fußballspiel Ausgangspunkt landesweiter kurdischer Unruhen. Beim Zusammentreffen von arabischen und kurdischen Fans im Stadion eskalierte das Spiel zu einem politischen Konflikt; bewaffnete Sicherheitskräfte griffen ein. 30 Menschen starben und 160 wurden verletzt. Die kurdischen Opfer dieser Unruhen gelten seither als weitere Märtyrer der kurdischen Nationalbewegung.
Bei einer Anschlagserie Ende Dezember 2015 starben nach Angaben der Opposition mindestens 16 Menschen. In drei Restaurants in einem christlichen Stadtviertel explodierten Bomben.
Am 27. Juli 2016 gab es zwei Bombenanschläge (mit Sprengstoff beladener LKW, ein weiterer Attentäter auf einem Motorrad), zu denen sich der IS bekannte. Etwa fünfzig Menschen starben.
Am 5. Oktober 2023 beschossen türkische Kampfflugzeuge etwa 30 Ziele in der Region, darunter das Elektrizitätswerk von Qamischli. Weitere Angriffe flogen türkische Kampfflugzeuge und Drohnen vom 23. bis 26. Dezember 2023 in Nord- und Ostsyrien (Rojava). Im Zuge dessen wurde in Qamischli ein Behandlungszentrum für Dialyse-Patienten und eine Produktionsstätte für medizinischen Sauerstoff zerstört. Am Weihnachtstag wurde außerdem eine Druckerei bombardiert. Bei diesem Angriff kamen fünf Zivilisten und Zivilistinnen ums Leben.

## Stadtteile
Qamischli ist in mehrere Bezirke unterteilt, die wiederum in Nachbarschaften unterteilt sind.
Dies ist eine Liste der Stadtteile von Qamischli.
- Al-Zahra (Al-Wusta)[18]
- Al-Qusour[19]
- Al-Muwazafin
- Qudour Bek[20]
- Al-Gharbiyah[21]
- Kurnische/Kûrnîş[22]
- Al-Arbawiyah[23]
- Al-Ashouriyin (Assyrian)[24]
- Al-Siryan (Syriac)
- Al-Bashiriyah[25]
- Tay/Al-Tayy[26]
- Al-Thawra[27]
- Al-Golan (Berkila)
- Qanat al-Suways[28]
- Al-Antariyah/Ênteriê[29]
- Maysaloun[30]
- Al-Hilaliyah/Hilêlikê[31]
- Jirnak[32]
- Alaiya (Hattin)[33]
- Mahmakiyah[34]
- Jumaayah (Çuma)[35]
- Halko[36]

## Bildung
Im Jahr 2003 eröffnete die private syrische Mamoun University for Science and Technology (MUST) einen Campus in Qamischli, die heute unter dem Namen Cordoba Private University (CPU) firmiert. Im September 2014 wurde in Qamischli mit der Mesopotamischen Akademie für Sozialwissenschaften eine koedukative Universität eröffnet.

## Klimatabelle
Im Sommer ist es heiß und trocken mit Tagestemperaturen über 40 °C. Die niedrigste gemessene Temperatur im Januar und Februar war −6 °C und die höchste gemessene Temperatur im Juli und August war 46 °C. Die Winter sind kühl und regnerisch mit durchschnittlichen Minimaltemperaturen bis knapp über dem Gefrierpunkt.
|                       | Jan  | Feb  | Mär  | Apr  | Mai  | Jun  | Jul  | Aug  | Sep  | Okt  | Nov  | Dez  |   |       |
| Mittl. Tagesmax. (°C) | 10,9 | 12,6 | 16,7 | 22,1 | 29,2 | 36,1 | 40,3 | 39,8 | 35,4 | 28,3 | 19,3 | 12,7 | ⌀ | 25,3  |
| Mittl. Tagesmin. (°C) | 2,7  | 3,5  | 6,3  | 10,3 | 14,9 | 20,0 | 23,5 | 23,0 | 19,5 | 15,0 | 8,8  | 4,4  | ⌀ | 12,7  |
|                       |      |      |      |      |      |      |      |      |      |      |      |      |   |       |
| Niederschlag (mm)     | 77,5 | 71,9 | 68,2 | 59,0 | 29,0 | 2,2  | 0,3  | 0,1  | 0,8  | 18,0 | 38,5 | 66,9 | Σ | 432,4 |
|                       |      |      |      |      |      |      |      |      |      |      |      |      |   |       |
| Sonnenstunden (h/d)   | 4,8  | 5,5  | 6,6  | 7,4  | 9,3  | 11,3 | 11,5 | 11,3 | 10,4 | 8,2  | 6,4  | 4,8  | ⌀ | 8,1   |
|                       |      |      |      |      |      |      |      |      |      |      |      |      |   |       |
| Regentage (d)         | 11   | 11   | 11   | 10   | 6    | 1    | 0    | 0    | 0    | 4    | 7    | 10   | Σ | 71    |
|                       |      |      |      |      |      |      |      |      |      |      |      |      |   |       |
| Luftfeuchtigkeit (%)  | 71   | 68   | 64   | 60   | 47   | 29   | 24   | 24   | 27   | 39   | 57   | 70   | ⌀ | 48,2  |

| 2,7 |

| 3,5 |

| 6,3 |

| 10,3 |

| 14,9 |

| 20,0 |

| 23,5 |

| 23,0 |

| 19,5 |

| 15,0 |

| 8,8 |

| 4,4 |

| 2,7 |

| 3,5 |

| 6,3 |

| 10,3 |

| 14,9 |

| 20,0 |

| 23,5 |

| 23,0 |

| 19,5 |

| 15,0 |

| 8,8 |

| 4,4 |

## Städtepartnerschaften
- Sulaimaniyya (Irak)

## Söhne und Töchter der Stadt
- Aram Tigran (1934–2009), armenischer Sänger
- Sepuh Sargsjan (* 1946), armenischer Erzbischof von Teheran
- Seîd Yûsiv (1947–2020), kurdischer Sänger
- Gregorios Johanna Ibrahim (* 1948), aramäischer Erzbischof
- Mihemed Şêxo (1948–1989), kurdischer Sänger
- Selîm Berekat (* 1951), kurdischer Schriftsteller und Dichter
- Maschaal Tammo (1957–2011), kurdisch-syrischer Politiker
- Ciwan Haco (* 1957), kurdischer Sänger
- Kévork Assadourian (* 1961), armenisch-katholischer Weihbischof in Beirut
- Xêro Abbas (* 1962), kurdischer Sänger
- Ignatius Ephräm II. Karim (* 1965), syrisch-orthodoxer Patriarch
- Ganî Mîrzo (* 1968), kurdischer Musiker
- Kevork Mourad (* 1970), Performancekünstler
- Nareg Naamoyan (* 1972), armenisch-katholischer Geistlicher und Patriarchalexarch von Jerusalem und Amman
- Mike Josef (* 1983), deutscher Politiker (SPD), Oberbürgermeister von Frankfurt am Main
- Mani Hussaini (* 1987), norwegischer Politiker
- Mohammed Osman (* 1994), Fußballspieler
- Aias Aosman (* 1994), deutsch-kurdischer Fußballspieler
- Asya Ramazan Antar (1998–2016), Kämpferin der kurdischen Yekîneyên Parastina Jin (YPJ)